# Portada/efemèride agost 23
Mari Cruz Soriano
« 22 d'agost · 23 d'agost · 24 d'agost »